# Lomas del Mirador
Lomas del Mirador is een plaats in het Argentijnse bestuurlijke gebied La Mantanza in de provincie Buenos Aires. De plaats telt 51.488 inwoners.